# Malacothamnus marrubioides
Malacothamnus marrubioides är en malvaväxtart som först beskrevs av Michel Charles Durieu de Maisonneuve och Hilg., och fick sitt nu gällande namn av Edward Lee Greene. Malacothamnus marrubioides ingår i släktet Malacothamnus och familjen malvaväxter. Inga underarter finns listade i Catalogue of Life.